# Działko B-20
B-20 (ros. Б-20 od Березин) – radzieckie automatyczne działko lotnicze, skonstruowane przez Michaiła Berezina w 1944 roku. 

## Historia
Przyjęte do uzbrojenia w 1945. Działko powstało jako przekonstruowanie wcześniejszego modelu karabinu UB. Działko od pierwowzoru różniło się większym kalibrem i przystosowaniem do amunicji używanej w działkach SzWAK. Wyprodukowano około 15350 sztuk działka B-20. Produkowano je w kilku odmianach. Działka zsynchronizowane posiadały oznaczenie BS, odmiana skrzydłowa KB, na obrotnicy BT, oraz o zwiększonej szybkostrzelności B-20E i BS-20.
Stanowiło uzbrojenie późniejszych serii samolotów szturmowych Ił-10 i samolotów myśliwskich Tu-1 (ANT-63P).